# Reginaldo Gomes
Reginaldo Ferreira Gomes (Belford Roxo, 6 de Julho de 1964), ou simplesmente Reginaldo Gomes é um político brasileiro.

## Carreira
Foi eleito Vereador nas legislaturas de 1997/2000 (1.012 votos), 2001/2004 (2.781 votos),  2005/2008 (2.980) e 2009/2012 (4.508 votos), também candidatou-se à deputado estadual em 2002 (14.542 votos), não conseguindo se eleger. Foi Presidente da Câmara dos Vereadores de Belford Roxo, de 2005 A 2008. Foi filiado ao PMDB, e encontra-se no PSDB.
E presidente da escola de samba Inocentes de Belford Roxo campeã do Grupo de Acesso A do carnaval carioca. foi o primeiro e único presidente da Liga das Escolas de Samba do Grupo de Acesso, entidade que representa as escolas de samba do Grupo de acesso A e B do carnaval do Rio de Janeiro. mas que após descredenciamento pela prefeitura, em não organizar eses grupos, pode até sair do cargo para a liga continuar comandando esses grupos. o que fez  em março de 2012.
Exerceu o cargo de Secretário de Obras de Belford Roxo e depois do carnaval 2014, largou o comando da Inocentes, devido ser opositor da presidência da LIERJ. mas também não e só isso. se tornou inelegível após usar a agremiação para as eleições de 2012.